# 黄小萍 (1972年)
黄小萍（英語：Catherine WONG Siow Ping，1972年4月8日—），新加坡外交官，曾任新加坡驻越南大使。

## 生平
黄小萍1972年4月8日生于新加坡。1995年，自新加坡国立大学毕业，获得大众传播社会科学学士学位（荣誉）。2005年在美国哥伦比亚大学获得政治科学硕士学位。

### 外交工作
1995年8月，黄小萍进入新加坡外交部工作，先后在外交部东盟司和东北亚司工作，她还曾被外派驻香港总领事馆和驻美国大使馆。2004年8月至2005年12月，任外交部长特别助理。2012年5月至2014年10月，任外交部领事司司长，后调任美洲司司长。
2016年8月25日，被任命为驻越南大使。2021年回国，现任新加坡外交部东南亚一司司长。

## 荣誉

### 新加坡勋章奖章
- 长期服务奖章（英语：Pingat Bakti Setia）（2020年颁发[4]）
- 公共行政（银）奖章（英语：Pingat Pentadbiran Awam）（2022年颁发[4]）

### 外国勋章奖章
- 友谊勋章（越南，2022年3月24日于新加坡颁发[5]）
- “为各民族间和平友谊”奖章（越南友好组织联合会，2022年3月24日于新加坡颁发[5]）